# Mieczysław Menżyński
Mieczysław Hipolit Menżyński (ur. 7 stycznia 1940) – polski działacz państwowy i inżynier, w latach 1984–1990 przewodniczący Prezydium Wojewódzkiej Rady Narodowej w Tarnowie.

## Życiorys
Pochodzi z Tarnowa. Ukończył studia z zakresu inżynierii sanitarnej na Akademii Górniczo-Hutniczej w Krakowie, później uzyskał doktorat w tej dziedzinie. Przez wiele lat związany z Polskim Zrzeszeniem Inżynierów i Techników Sanitarnych m.in. jako wiceprezes krajowy i prezes tarnowskiego oddziału. Aktywny także w strukturach Naczelnej Organizacji Technicznej jako wiceprezes w Tarnowie. Zasiadał w Wojewódzkiej Radzie Narodowej w Tarnowie, w 1984 objął fotel przewodniczącego jej Prezydium (nie był członkiem żadnej partii). Zajmował to stanowisko do 1990. W trakcie pełnienia funkcji był m.in. jednym z organizatorów wizyty Jana Pawła II w Tarnowie w 1987. Później poświęcił jej książkę pt. Ojciec Święty w Tarnowie (2012). W 1989 kandydował do Sejmu w okręgu nr 96 jako bezpartyjny (otrzymał 7,92% głosów i zajął 2 miejsce na 3 kandydatów). W późniejszych latach związany m.in. z Karpacką Spółką Gazownictwa, przez wiele lat pracował w tym sektorze. Współtworzył także monografię pt. Monografia tarnowskiego gazownictwa (2008).